# 윌리 문
윌리 문(Willy Moon, 1989년 6월 2일 ~ )은 뉴질랜드의 가수이다.